# Edition Axel Menges
Die Edition Axel Menges ist ein international operierender Verlag auf den Gebieten Architektur, Kunst und Design. Ein Großteil der Publikationen befasst sich mit Werken des 20. und 21. Jahrhunderts; das Programm enthält aber auch Beiträge zu den Leistungen früherer Jahrhunderte. Gegründet wurde die Edition 1994.

## Inhaber
Inhaber sind die Verleger Axel Menges und Dorothea Duwe. Axel Menges war nach seinem Studium der Architektur an der Technischen Universität Berlin und einer zweijährigen Mitarbeit im Büro von Egon Eiermann 15 Jahre als Lektor unter Gerd Hatje tätig. Er hat bisher etwa 500 Publikationen betreut.
Dorothea Duwe studierte Germanistik, Philosophie und Geschichte an der Freien Universität Berlin und war vor der Gründung des Verlags Lektorin bei Ernst & Sohn in Berlin.

## Veröffentlichungen
Die Edition veröffentlicht jährlich zwischen 15 und 25 Titel, die Backlist umfasst knapp 300 Titel. In der Reihe Opus werden einzelne Bauwerke von internationalem Rang mit Texten von fachkundigen Autoren und meist eigens für die einzelnen Bände aufgenommenen Photographien ausführlich vorgestellt.